# Finn Fuglestad
Finn Fuglestad (ur. 22 sierpnia 1942 w Stavanger) – norweski historyk, który wykładał na Uniwersytecie w Oslo.

## Wybrane publikacje
- A history of Niger 1850-1960, 1983.
- Norwegian Missions in African History. Vol.2 Madagascar, 1986.
- Spansk historie : et riss, Åsmund Egge and Finn Fuglestad (ed.), 1990.
- En ny verden: Omkring Columbus, with Jens Erland Braarvig, 1993.
- Latin-Amerika og Karibiens historie, 1994.
- Fra Svartedauden til Wiener-kongressen. Den vesterlandske kulturkretsens historie 1347-1815 i et globalt-sammenliknende perspektiv, 1999.
- Spanias og Portugals historie. En oversikt, 2004.
- The Ambuiguities of History. The problem of Ethnocentrism in Historical Writings, 2005.